# Megalastrum ctenitoides
Megalastrum ctenitoides är en träjonväxtart som beskrevs av A. Rojas. Megalastrum ctenitoides ingår i släktet Megalastrum och familjen Dryopteridaceae. Inga underarter finns listade.